# Reinaldo III da Borgonha
Reinaldo III da Borgonha (1093 - 1148) foi conde da Borgonha.

## Relações familiares
Foi filho de Estêvão I de Borgonha o Duro, (1057 - 27 de Maio de 1102), Conde da Borgonha e conde de Mâcon e de Beatriz da Lorena, filha de Gerardo I da Lorena (1030 - 1070) e de Heduvige de Namur. Casou-se com Águeda da Lorena (1122 - 1147), filha de Simão I da Lorena (1076 - 1138) e de Adelaide de Lovaina, de quem teve:
1. Beatriz I da Borgonha (1145 -?) casada com Frederico I, Sacro Imperador Romano-Germânico.